# Distrito de Riviera
Riviera é um distrito da Suíça, localizado no cantão do Ticino. Tem 145,2 km² de área e sua população em 2019 foi estimada em 10.301 habitantes. Sua sede é a comuna de Riviera.